# Haveluy
Haveluy település Franciaországban, Nord megyében. Lakosainak száma 3224 fő (2022. január 1.). Haveluy Bellaing, Wallers, Denain és Oisy községekkel határos.

## Népesség
A település népességének változása:
| Lakosok száma | 3076 | 3110 | 3136 | 3174 | 3212 | 3304 | 3276 | 3250 | 3224 |
|               | 2013 | 2015 | 2016 | 2017 | 2018 | 2019 | 2020 | 2021 | 2022 |